# Acricotopus maritimus
Acricotopus maritimus är en tvåvingeart som beskrevs av Zelentsov 1993. Acricotopus maritimus ingår i släktet Acricotopus och familjen fjädermyggor. Inga underarter finns listade i Catalogue of Life.